# Karibe con K

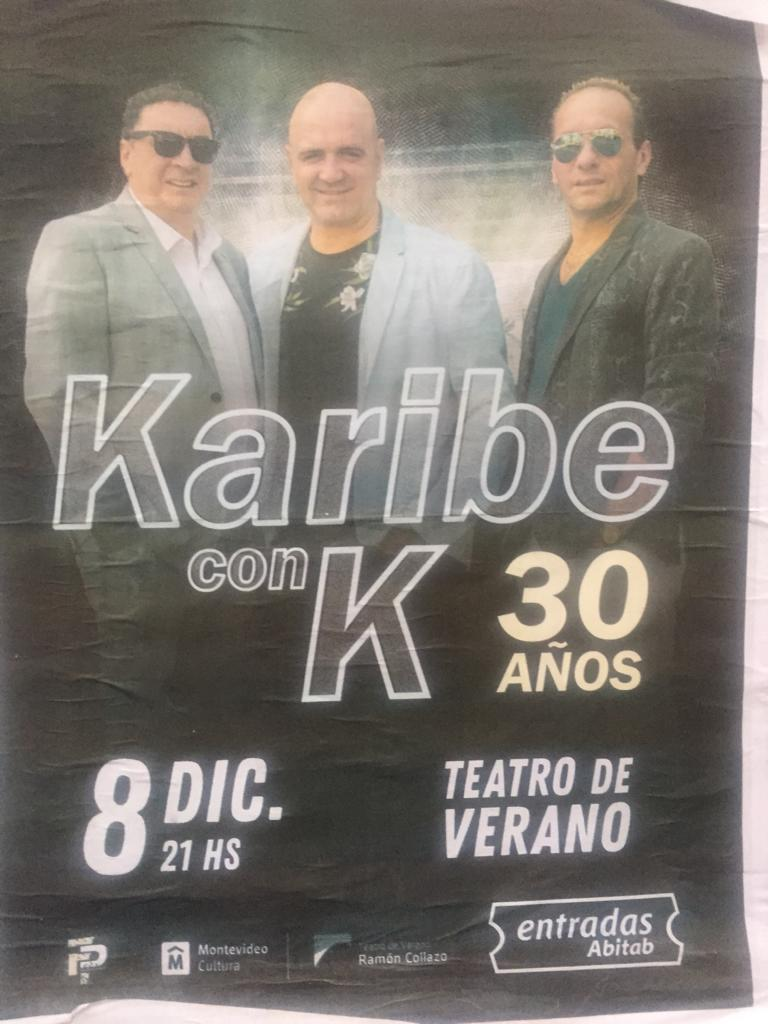
Publicidad de uno de sus shows de la actualidad.

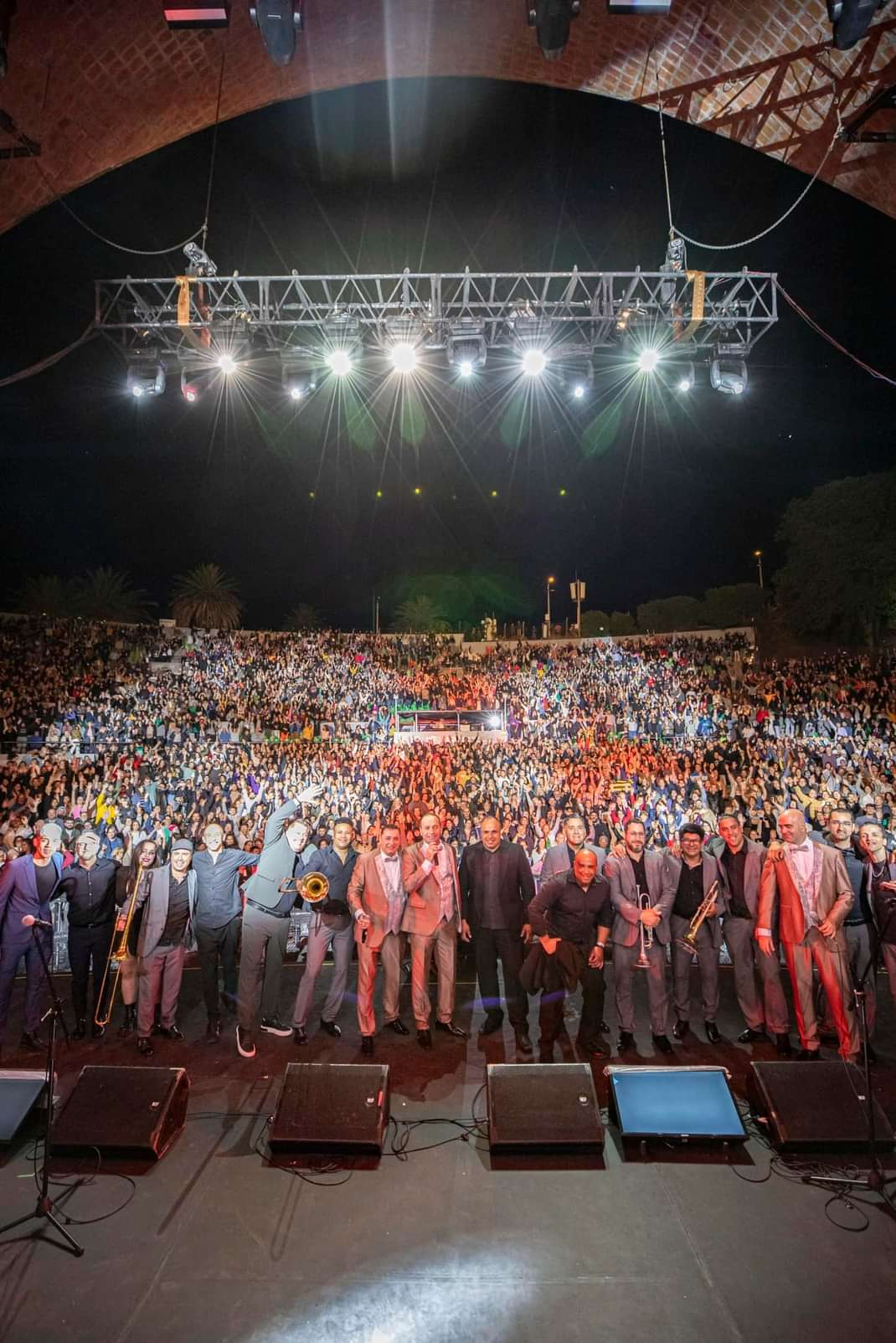
Karibe con K junto a artistas invitados en el Teatro de Verano Ramón Collazo de Montevideo en diciembre de 2024.

Karibe con K es un grupo de plena uruguaya formado en Montevideo, Uruguay. Fue fundado el 11 de mayo de 1989 por Eduardo Ribero, fallecido el 2 de enero de 2008. Ha sido desde su creación una de las orquestas más populares en Uruguay.

## Historia
A finales de los 80, tres factores desencadenaron en la formación del grupo: por un lado, los cambios rítmicos que venían desarrollándose regionalmente, por otro, el auge del género melódico internacional y, finalmente, la renovación en el carnaval uruguayo, principalmente en el parodismo.
Salsa romántica, pop, glamour local, melódico internacional y parodismo se unieron y se generó algo inédito, un hecho artístico que venía dando señales desde hacía unos años pero que en Karibe con K estalló de tal manera que su potencia cambió por completo no sólo la música tropical uruguaya sino la noche, la forma de vincularse, el sexo, la vestimenta, el concepto de juventud, la relación con el cuerpo, en suma, la cultura de un país que experimentó un terremoto del que no iba a salir igual. Se inauguró así una década que no tendría nada que ver con la anterior.
A partir de aquel año, y de ahí en más, se desencadena una especie de “ciclón” de éxitos, aplausos y ovaciones en todo Uruguay; había nacido Eduardo Ribero y su Karibe con K. La orquesta compuesta en su origen por Yesty Prieto, Gerardo Nieto y Miguel Ángel Cufós, fue adquiriendo con el pasar del tiempo una serie de nuevos artistas como Alex Stella, Ariel “Pinocho” Sosa, Daniel “Kimba” Pintos, Fabián “Fata” Delgado, Martin Quiroga, Pablo Cocina, Denis Elias, Douglas Castillo, Fernando Couto, Carlos Pasotti, Carlos Damian, Fabian Silva, Roberto Abal, Luis Chato Arismendi, Alberto "Bebeto" Caballero, Gustavo Denis, entre otros.
La orquesta se fue introduciendo casi al instante en la mayoría de las radios de todo el país y así fue creciendo día a día hasta convertirse en la más popular de la época en su género.
Cautivando a un público joven, con una estética particular, pelo largo, combinado con vestuarios y coreografías hasta ese momento no vistas en el ambiente tropical.
La Karibe, como se la llama coloquialmente, logra mover el corazón y sentimiento de miles de personas en todo el Uruguay y con su gran repertorio logra llegar con el paso de los años a países limítrofes y el resto del mundo dando espectáculos en Estados Unidos, España, entre otros.
La banda dejó de tocar por un tiempo y luego renació para tocar en una nueva modalidad.
En la actualidad algunos de sus artistas se reúnen esporádicamente y realizan algunos espectáculos puntuales por año. Este reencuentro empezó en el teatro El Galpón en 2006 hasta la fecha, pudiendo tocar algunos de sus casi 300 temas que llevan grabados.
En enero de 2011, vuelven a grabar un disco llamado Klasico y Aktual, donde se interpretan temas clásicos y temas nuevos como por ejemplo "Una Vida de Pachanga" en la voz del "Fata", Fabian Delgado, "Alguna Vez" en la voz de Yesty Prieto, "Vivir sin Ella" en la voz de la incorporación, Lito Diaz, "No estoy Cumpliendo" cantado por Gerardo Nieto, "Y Apareciste Tu" en la voz del "Pinocho" Ariel Sosa, etc.
Algunos de sus discos fueron: Los Agentes Del Sabor, Sobredosis, Amos Del Futuro, Generación Del 2001, La 8.ª Maravilla, Super Star, Dios Los Cría, Discos De Oro Y Platino, Con Fuerza Y Kalidad, Para Mi Gente, Pasión De Multitudes, Kolosos Del Ritmo, La Banda Más Popular Del Siglo, Nueva Generación, Demoledores, Kumpleaños Con K, Los Imbatibles Muchachos, Gira Magi-K.

## Curiosidades
“Esto queda en manos de ustedes, no lo quemen, muchachos.” Fue lo que le dijo Eduardo Ribero a su orquesta unos días antes de morir.
“Mujer De La Vida” fue el primer tema grabado por Karibe con K cantado por Yesty Prieto.
En un principio la orquesta se llamaba “Sonora Caribe” pasando luego al actual nombre.Luego de que Eduardo Ribero se hizo de la banda paso a llamarse "karibe con k" según Eduardo Ribero daba suerte llevar un título donde la K aparece 2 veces

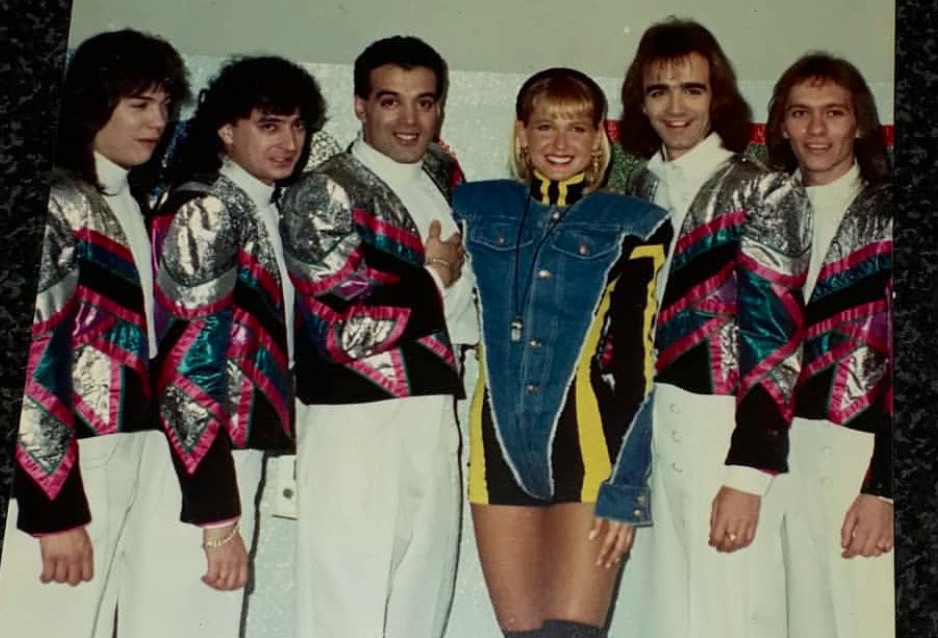
Karibe con K junto a Xuxa a principios de los 90's.

Otra historia relata que “Sonora Caribe” era la orquesta formada por el “Pato” Molina, director musical en aquel entonces, Yesty Prieto como cantante, Oscar Gómez hacía teclados y coros, Diego Bentos era timbalero, y Marcelo Polanco en tumbadoras. Mientras tanto, Eduardo Ribero tenía un programa de radio, muy popular, y en ese entonces integraba Sonora Palacio. Presentaba y hacía coros en la misma, llegó a grabar un disco con Sonora Palacio llamado “Actuó, Grabó, Triunfó”. En ese entonces Sonora Caribe había disminuido su trabajo, y decidieron ofrecerle la orquesta a este personaje tan popular y con tantos contactos como Eduardo. El mismo se encargó de lo demás, encontró un talento en el barrio llamado Miguel Ángel Cufós quién luego presentó a Gerardo Nieto.
En el disco “G.C.P” de Gerardo Nieto cantando como solista editado en el 2007, los 4 miembros más populares de la Karibe (Gerardo, Miguel Ángel, Yesty y el “Fata”) hicieron un tema homenajeando a la orquesta. La canción se llama “Siempre aka”.

## Discografía

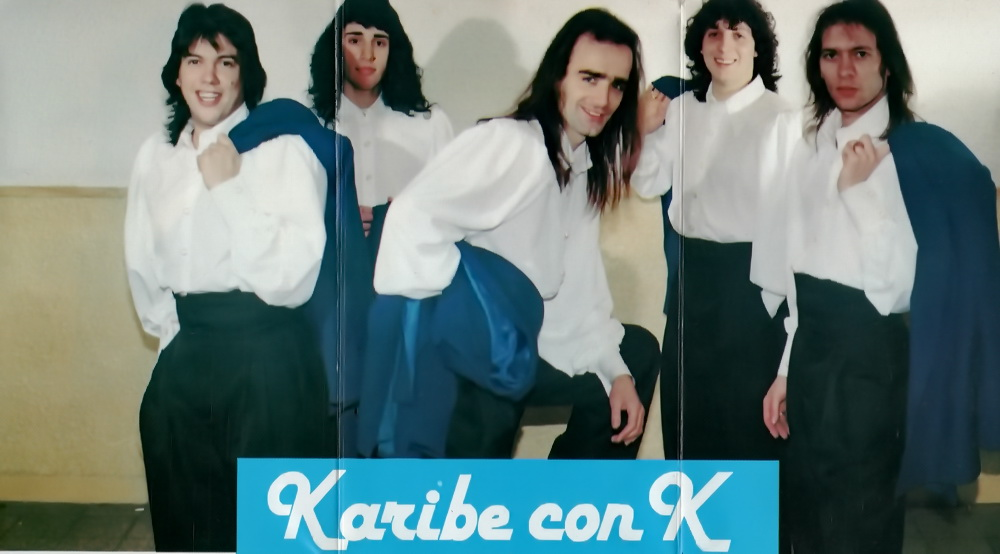
Portada del disco Kara a kara de la década de los 90's.

(1989) Los Agentes del Sabor
(1989) Sobredosis
(1990) La Generación del 2001
(1990) Dios los Cría... vol 2 (con Sonora Palacio)
(1990) Amos del Futuro
(1991) Furor Tropical
(1991) Oro y Platino
(1991) Superstar
(1992) La 8.ª Maravilla
(1992) Dios los Cría... vol. 3 (con Karibitos con K)
(1992) Vakaciones
(1993) Kumpleaños con K
(1993) Gira Magi-K
(1994) Los Demoledores
(1994) Kara a Kara
(1995) Oro y Platino Vol. 2
(1995) Los Imbatibles Muchachos
(1995) Con Fuerza & Kalidad (... y Karakatiski)
(1996) Para Mi Gente
(1996) De Vuelta en Kasa (Oro y Platino vol. 3)
(1996) Pasión de Multitudes
(1997) Intensamente con K (Oro y Platino vol. 4)
(1997) Kortocircuito con K
(1997) Kolosos del Ritmo
(1997) Que Tentación (Oro y Platino vol. 5)
(1998) Nueva Generación
(1999) La Fórmula Ganadora (con Chikano)
(1999) La Banda Más Popular del Siglo
(2003) Grandes Éxitos 
(2011) Klasico y Aktual